# ارزیابی زیست‌محیطی راهبردی
ارزیابی زیست‌محیطی راهبردی (SEA) یک فرایند پشتیبانی تصمیم‌گیری نظام‌مند است که با هدف اطمینان از در نظر گرفتن مؤثر جنبه‌های زیست‌محیطی و احتمالاً دیگر جنبه‌های پایداری در سیاست‌گذاری، برنامه‌ریزی و تدوین برنامه‌ها انجام می‌شود. در این زمینه، به پیروی از فیشر (۲۰۰۷) SEA را می‌توان به صورت زیر در نظر گرفت:
- یک فرایند مبتنی بر ارزیابی مسائل زیست‌محیطی (EIA) ساختاریافته، دقیق، مشارکتی، باز و شفاف، که به‌ویژه در مورد طرح‌ها و برنامه‌هایی که توسط مقامات برنامه‌ریزی عمومی و گاهی نهادهای خصوصی تهیه می‌شوند، اعمال می‌شود.
- یک فرایند مشارکتی، باز و شفاف، احتمالاً غیر مبتنی بر ارزیابی اثرات زیست‌محیطی، که با انعطاف‌پذیری بیشتری در سیاست‌های تهیه‌شده توسط مقامات برنامه‌ریزی عمومی و گاهی نهادهای خصوصی اعمال می‌شود،
- یک فرایند انعطاف‌پذیر غیرمبتنی بر ارزیابی اثرات زیست‌محیطی که برای پیشنهادهای قانونی و سایر سیاست‌ها، طرح‌ها و برنامه‌ها در تصمیم‌گیری‌های سیاسی/کابینه‌ای اعمال می‌شود.

ارزیابی محیطی راهبردی (SEA) مؤثر در یک چارچوب تصمیم‌گیری ساختاریافته و لایه‌ای عمل می‌کند و با تمرکز اساسی بر سوالات، مسائل و گزینه‌هایی که باید در سیاست‌گذاری، طرح و برنامه (PPP) در نظر گرفته شوند، قصد دارد از تصمیم‌گیری مؤثرتر و کارآمدتر برای توسعه پایدار و بهبود حکمرانی پشتیبانی کند.
SEA ابزاری مبتنی بر شواهد است که با استفاده از روش‌ها و تکنیک‌های ارزیابی مناسب، دقت علمی را به ایجاد مشارکت عمومی-خصوصی می‌افزاید. احمد و ارنستو، سانچز-تریانا (۲۰۰۸) رویکردی را برای طراحی و اجرای سیاست‌های عمومی توسعه دادند که به جای یک مداخله گسسته، از یک فرایند پیوسته پیروی می‌کند.

## تاریخچه
دستورالعمل اتحادیه اروپا در مورد ارزیابی اثرات زیست‌محیطی (۸۵/۳۳۷/EEC، که با نام دستورالعمل ارزیابی پیامد زیست‌محیطی نیز شناخته می‌شود) فقط برای پروژه‌های خاصی اعمال می‌شد. این طرح ناقص تلقی می‌شد، زیرا فقط به اثرات خاص در سطح محلی می‌پرداخت، در حالی که بسیاری از تصمیمات مخرب زیست‌محیطی قبلاً در سطح استراتژیک‌تری گرفته شده بودند (برای مثال، این واقعیت که زیرساخت‌های جدید ممکن است تقاضای بیشتری برای سفر ایجاد کنند).
مفهوم ارزیابی‌های استراتژیک از توسعه منطقه‌ای/برنامه‌ریزی کاربری زمین در کشورهای توسعه‌یافته سرچشمه گرفته است. در سال ۱۹۸۱، وزارت مسکن و توسعه شهری ایالات متحده، کتاب راهنمای ارزیابی تأثیر منطقه‌ای را منتشر کرد. در اروپا ، کنوانسیون ارزیابی اثرات زیست‌محیطی در یک زمینه فرامرزی، که به کنوانسیون اسپو معروف است، پایه‌های معرفی ارزیابی زیست‌محیطی محیطی (SEA) را در سال ۱۹۹۱ بنا نهاد. در سال ۲۰۰۳، کنوانسیون اسپو با پروتکلی در مورد ارزیابی استراتژیک زیست‌محیطی تکمیل شد.
دستورالعمل SEA اروپا ۲۰۰۱/۴۲/EC مقرر می‌کرد که همه کشورهای عضو اتحادیه اروپا باید این دستورالعمل را تا ۲۱ ژوئیه ۲۰۰۴ در قانون کشور خود تصویب کرده باشند.
کشورهای اتحادیه اروپا ابتدا اجرای جنبه‌های کاربری زمین SEA را آغاز کردند، برخی از آنها برای پذیرش این دستورالعمل نسبت به سایرین زمان بیشتری صرف کردند، اما اکنون می‌توان اجرای این دستورالعمل را تکمیل شده دانست. بسیاری از کشورهای عضو اتحادیه اروپا از جمله دانمارک، هلند، فنلاند و سوئد سابقه طولانی‌تری در ارزیابی قوی زیست‌محیطی دارند. کشورهای عضو جدیدتر اتحادیه اروپا در اجرای این دستورالعمل عجله کرده‌اند.

## ارتباط با ارزیابی اثرات زیست‌محیطی
در بیشتر موارد، ارزیابی زیست‌محیطی محیطی (SEA) قبل از انجام ارزیابی اثرات زیست‌محیطی (EIA) مربوطه انجام می‌شود. این بدان معناست که اطلاعات مربوط به تأثیر زیست‌محیطی یک طرح می‌تواند از طریق سطوح تصمیم‌گیری به سطوح پایین‌تر منتقل شود و در مرحله بعدی در ارزیابی اثرات زیست‌محیطی مورد استفاده قرار گیرد. این باید میزان کاری را که باید انجام شود کاهش دهد. روال واگذاری پیش‌بینی شده است.

## اهداف و ساختار
دستورالعمل SEA فقط در مورد طرح‌ها و برنامه‌ها اعمال می‌شود، نه سیاست‌ها، اگرچه احتمالاً سیاست‌های درون طرح‌ها ارزیابی می‌شوند و SEA می‌تواند در صورت نیاز در مورد سیاست‌ها اعمال شود و در بریتانیا مطمئناً، اغلب این اتفاق می‌افتد.
ساختار SEA (تحت دستورالعمل) بر اساس مراحل زیر است:
- «غربالگری»، بررسی اینکه آیا طرح یا برنامه تحت قانون SEA قرار می‌گیرد یا خیر،
- «تعیین محدوده»، تعریف مرزهای تحقیق، ارزیابی و فرضیات مورد نیاز،
- «مستندسازی وضعیت محیط زیست»، که عملاً مبنایی برای قضاوت است،
- «تعیین اثرات زیست‌محیطی احتمالی (غیرحاشیه‌ای)،» معمولاً بر اساس جهت تغییر به جای ارقام شرکت،
- اطلاع‌رسانی و مشاوره به عموم مردم،
- تأثیرگذاری بر «تصمیم‌گیری» بر اساس ارزیابی و،
- نظارت بر اثرات طرح‌ها و برنامه‌ها پس از اجرای آنها.

دستورالعمل اتحادیه اروپا شامل اثراتی غیر از اثرات زیست‌محیطی، مانند دارایی‌های مادی و اماکن باستانی نیز می‌شود. در بیشتر کشورهای اروپای غربی، این موضوع گسترش بیشتری یافته و جنبه‌های اقتصادی و اجتماعی پایداری را نیز دربر گرفته است.
ارزیابی زیست‌محیطی محیطی (SEA) باید تضمین کند که طرح‌ها و برنامه‌ها، اثرات زیست‌محیطی ناشی از آنها را در نظر می‌گیرند. اگر این اثرات زیست‌محیطی بخشی از تصمیم‌گیری کلی باشند، به آن ارزیابی تأثیر استراتژیک می‌گویند.

## در اتحادیه اروپا
ارزیابی زیست‌محیطی (SEA) یک رویه ارزیابی قانونی است که طبق دستورالعمل 2001/42/EC (معروف به دستورالعمل SEA) الزامی است. دستورالعمل SEA با هدف معرفی ارزیابی سیستماتیک اثرات زیست‌محیطی طرح‌ها و برنامه‌های مرتبط با کاربری اراضی استراتژیک تدوین شده است. این امر معمولاً در مورد برنامه‌های منطقه‌ای و محلی، توسعه، پسماند و حمل و نقل، در اتحادیه اروپا اعمال می‌شود. برخی از طرح‌ها، مانند طرح‌های مالی و بودجه یا طرح‌های دفاع مدنی، از دستورالعمل SEA معاف هستند، همچنین این دستورالعمل فقط در مورد طرح‌هایی اعمال می‌شود که طبق قانون الزامی هستند، که طرح‌ها و برنامه‌های دولت ملی را شامل نمی‌شود، زیرا طرح‌های آنها «داوطلبانه» است، در حالی که معمولاً دولت‌های محلی و منطقه‌ای ملزم به تهیه طرح‌های خود هستند.

### بریتانیا
SEA در بریتانیا به دلیل مقررات، راهنمایی‌ها و رویه‌های مختلف بین انگلستان، اسکاتلند، ولز و ایرلند شمالی پیچیده است. به‌طور خاص، قانون SEA در اسکاتلند (و در ایرلند شمالی، که به‌طور خاص به استراتژی توسعه منطقه‌ای اشاره دارد) شامل این انتظار است که SEA هم در مورد استراتژی‌ها و هم در مورد طرح‌ها و برنامه‌ها اعمال شود. در بریتانیا، ارزیابی پایداری اجتماعی (SEA) از اصطلاح «پایداری» جدایی‌ناپذیر است و انتظار می‌رود که یک ارزیابی پایداری اجتماعی (SEA) به عنوان بخشی از یک ارزیابی پایداری (SA) گسترده‌تر انجام شود، که پیش از دستورالعمل SEA نیز برای بسیاری از انواع طرح‌ها الزامی بود و علاوه بر عوامل زیست‌محیطی، شامل عوامل اجتماعی و اقتصادی نیز می‌شود. اساساً، هدف از یک ارزیابی پایداری، آگاه‌سازی بهتر تصمیم‌گیرندگان در مورد جنبه‌های پایداری طرح و اطمینان از درک کامل تأثیر طرح بر پایداری است.
بریتانیا در استراتژی توسعه پایدار خود، «کیفیت بهتر زندگی» (مه ۱۹۹۹)، توسعه پایدار را بر اساس چهار هدف توضیح داد. اینها عبارتند از:
- پیشرفت اجتماعی که نیازهای همه را به رسمیت می‌شناسد
- حفاظت مؤثر از محیط زیست
- استفاده محتاطانه از منابع طبیعی
- حفظ سطوح بالا و پایدار رشد اقتصادی و اشتغال.

این اهداف اصلی معمولاً در موقعیت‌های محلی مورد استفاده قرار می‌گیرند تا تأثیر طرح یا برنامه ارزیابی شود.

## بین‌المللی

### منطقه پان‌اروپایی
پروتکل ارزیابی استراتژیک زیست‌محیطی توسط کشورهای عضو کمیسیون اقتصادی سازمان ملل متحد (در این مورد اروپا، قفقاز و آسیای مرکزی) مورد مذاکره قرار گرفت. برای لازم‌الاجرا شدن، تصویب آن توسط ۱۶ کشور لازم بود که در ژوئیه ۲۰۱۰ این اتفاق افتاد. اکنون برای همه کشورهای عضو سازمان ملل متحد باز است. این پروتکل، علاوه بر کاربرد جغرافیایی بالقوه گسترده‌تر (جهانی)، با دستورالعمل مربوطه اتحادیه اروپا در کاربرد غیرالزام‌آور آن در سیاست‌ها و قوانین - نه فقط طرح‌ها و برنامه‌ها - متفاوت است. این پروتکل همچنین تأکید زیادی بر توجه به سلامت دارد و تفاوت‌های ظریف‌تری نیز بین این دو سند وجود دارد.

### نیوزیلند
SEA در نیوزیلند بخشی از یک فرایند برنامه‌ریزی و ارزیابی یکپارچه است و برخلاف ایالات متحده، به شیوه ارزیابی اثرات زیست‌محیطی مورد استفاده قرار نمی‌گیرد. قانون مدیریت منابع مصوب ۱۹۹۱، مدیریت پایدار را به عنوان یک هدف اصلی در نظر گرفته است. SEA به‌طور فزاینده‌ای برای پروژه‌های حمل و نقل در نظر گرفته می‌شود.

### همکاری‌های توسعه‌ای
کمک‌های توسعه‌ای به‌طور فزاینده‌ای از طریق مداخلات در سطح استراتژیک، با هدف مؤثرتر کردن کمک‌ها، ارائه می‌شوند. SEA نیاز به اطمینان از در نظر گرفتن ملاحظات زیست‌محیطی در این زمینه کمک‌های جدید را برآورده می‌کند. به‌کارگیری SEA در همکاری‌های توسعه‌ای، شواهد محیطی لازم برای پشتیبانی از تصمیم‌گیری آگاهانه‌تر و شناسایی فرصت‌های جدید را با تشویق بررسی سیستماتیک و کامل گزینه‌های توسعه فراهم می‌کند.
تیم ویژه کمیته کمک‌های توسعه‌ای سازمان توسعه و همکاری اقتصادی (DAC) در زمینه SEA, راهنمایی در مورد چگونگی به‌کارگیری SEA در همکاری‌های توسعه‌ای تدوین کرده است. این سند، مزایای استفاده از SEA در همکاری‌های توسعه‌ای را توضیح می‌دهد و مراحل کلیدی برای کاربرد آن را بر اساس تجربیات اخیر تعیین می‌کند.